# Џејмс Дејна
Џејмс Двајт Дејна (енгл. James Dwight Dana, IPA: ; 12. фебруар 1813 — Њу Хејвен, 14. април 1895) је био амерички геолог, минералог и зоолог. Разматрајући настајање планина развио је теорију која је обележила целу геолошку епоху (теорија о геосинклиналама). Претпостављао је да су континенти формирани давно, очвршћавањем минерала ниских температура. Земља се хладила па су почели да очвршћавају минерали високих температура. Поред тога, Земља се скупљала, па је површина почела да се деформише и да се формирају планински венци. Континенти и океани су задржали свој дотадашњи положај. То је теорија перманенције. И Дејна је сматрао да су делови између континената и океана лабилни и први их је назвао геосинклиналама. За разлику од Хала, сматрао је да су дебеле наслаге седимената последица спуштања, а не његов узрок.